# Liste der Baudenkmäler in Teisendorf

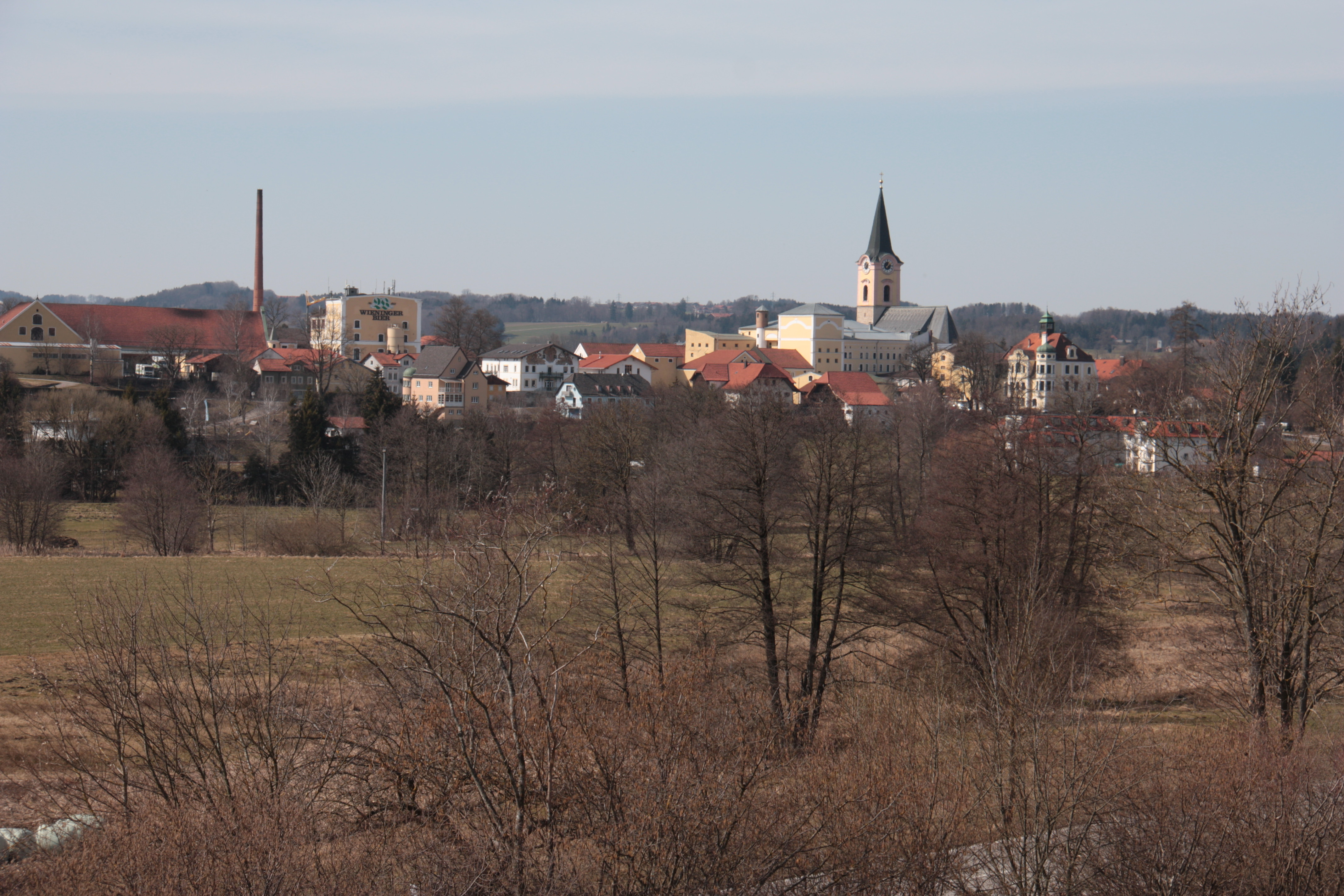
Ansicht von Teisendorf

Auf dieser Seite sind die Baudenkmäler in dem oberbayerischen Markt Teisendorf zusammengestellt. Diese Tabelle ist eine Teilliste der Liste der Baudenkmäler in Bayern. Grundlage ist die Bayerische Denkmalliste, die auf Basis des Bayerischen Denkmalschutzgesetzes vom 1. Oktober 1973 erstmals erstellt wurde und seither durch das Bayerische Landesamt für Denkmalpflege geführt wird. Die folgenden Angaben ersetzen nicht die rechtsverbindliche Auskunft der Denkmalschutzbehörde.

## Ensembles

### Ensemble Marktstraße

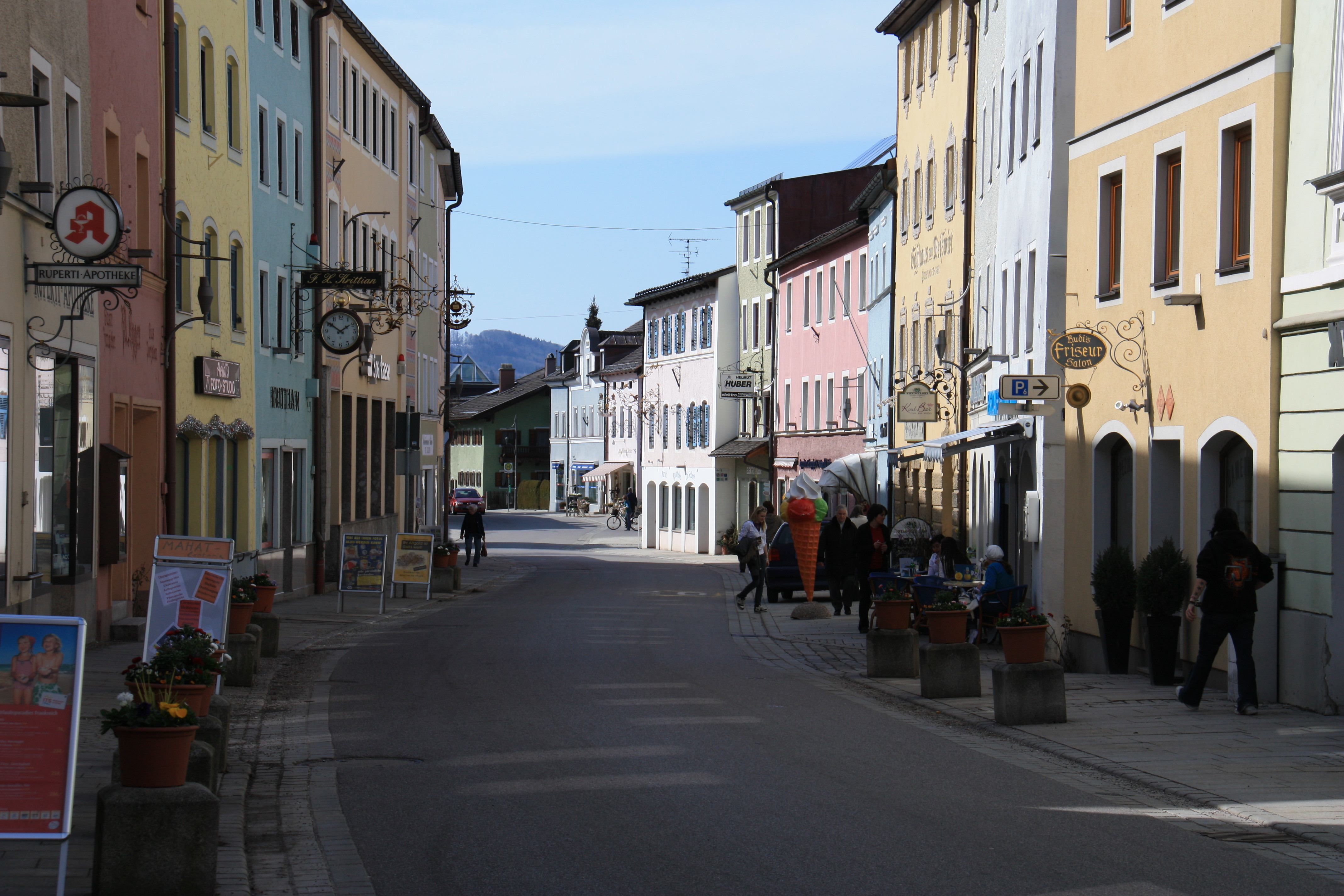

Das Ensemble umfasst die historische Haupt- und Marktstraße der Marktgemeinde. Es handelt sich um ein geschlossen bebautes Straßenbild im Zuge der alten Landstraße von Traunstein nach Reichenhall.
Die Straßenfluchten werden aus drei- bis viergeschossigen bürgerlichen Wohn- und Geschäftshäusern sowie Gasthäusern gebildet, ihre streng traufseitig gestellten flachen Dächer treten im Straßenbild nicht in Erscheinung, dadurch entsteht eine Ähnlichkeit mit den charakteristischen Ortsbildern der Inn-Salzach-Städte. Die Häuser entstammen im Wesentlichen den Wiederaufbau-Perioden nach den Ortsbränden von 1815 und 1865, sind im Kern aber oft älter. Die schlichten, zum Teil gegliederten Putzfassaden zeigen überwiegend Stilmerkmale der Maximilianszeit.
Die besondere Raumwirkung des Ensembles entsteht durch die leichte Kurvung der Straße und der Häuserfluchten, deren wandartiger Charakter durch die großen und hohen Baukörper des ehemaligen Malzhauses, des alten Bräuhauses und der Alten Post (Nrn. 3, 7, 9) noch gesteigert wird. Diese auf das 17. Jahrhundert zurückgehenden, ehemals fürstbischöflichen Bauten erinnern zugleich auch an die salzburgische Herrschaft, unter welcher der Marktort bis 1806 stand.
Die Brauerfamilie Wieninger, welche die Anlagen nach der Säkularisation übernahm, baute sie im 19. Jahrhundert weiter aus und schloss dieser Bautengruppe östlich, am Endpunkt der Marktstraße, eine repräsentative Villa an; der von Gabriel von Seidl 1890 errichtete, nach drei Seiten frei stehende neubarocke Bau setzt einen bemerkenswerten historischen und städtebaulichen Akzent im Ensemble, der zugehörige eingefriedete kleine Park am Abhang erhöht die Wirkung des Gebäudes und bezeichnet gemeinsam mit dem gegenüberliegenden Friedhof anschaulich die historische Grenze des Marktes im Osten, am Übergang von der geschlossenen Bebauung in das freie, in das Tal sich absenkende Gelände.
Besondere Akzente im Ensemble bilden auch das kleine Wohnhaus Nr. 2, das als einziger Giebelbau mit vorstehendem alpenländischen Flachsatteldach an die Bauweise in Teisendorf vor den Marktbränden des 19. Jahrhunderts erinnert, weiterhin die Neue Post und das ehemalige Gasthaus Nr. 19, die mit ihren spätklassizistischen und Neurenaissance-Fassaden ebenso wie die neubarocke Wieninger-Villa als schmuckreiche Bauten der Gründerzeit und der Historismus besonders hervortreten.
Aktennummer: E-1-72-134-1

## Baudenkmäler nach Gemeindeteilen

### Teisendorf
| Lage                                                                         | Objekt                                                                                           | Beschreibung | Akten-Nr.      | Bild                                                                                             |
| ---------------------------------------------------------------------------- | ------------------------------------------------------------------------------------------------ | --- | -------------- | ------------------------------------------------------------------------------------------------ |
| Alte Reichenhaller Straße 3 (Standort)                                       | Wohnteil des ehemaligen Bauernhofs, sogenannt beim Süßen bzw. Österer                            | zweigeschossiger Putzbau mit weit vorkragendem Schopfwalmdach, Blockbau-Obergeschoss und Freitreppe, Rundbogenportal bezeichnet mit 1706, Umbau bezeichnet mit 1787; Ehemaliges Stallgebäude, erdgeschossiger Holzständerbau mit Schopfwalmdach und Hochlaube, Ende 18. Jahrhundert | D-1-72-134-2   | Wohnteil des ehemaligen Bauernhofs, sogenannt beim Süßen bzw. Österer                            |
| Bahnhofstraße (Standort)                                                     | Pfeilerbildstock, sogenannte Totenleuchte                                                        | aus Tuffstein, wohl 1. Hälfte 17. Jahrhundert | D-1-72-134-5   | Pfeilerbildstock, sogenannte Totenleuchte                                                        |
| Bahnhofstraße 5 (Standort)                                                   | Kriegergedächtniskapelle St. Michael                                                             | achteckiger Massivbau mit Putzritzungen, Glockendach und Einfassungsmauer, neubarock, 1922 | D-1-72-134-4   | Kriegergedächtniskapelle St. Michael                                                             |
| Bahnhofstraße 7 (Standort)                                                   | Friedhof                                                                                         | Anlage mit Leichenhalle, Nischenkapelle und Einfriedungsmauer mit Gruftarkaden, um 1835 und 2. Hälfte 19. Jahrhundert; Grabkapelle Wieninger, neugotischer Zentralbau aus Sandsteinquadern mit Zeltdach und Strebepfeilern, von Gottfried Neureuther, um 1836 | D-1-72-134-3   | weitere Bilder                                                                                   |
| Bahnhofstraße 32 (Standort)                                                  | Mahl- und ehemalige Sägemühle, sogenannt beim Maier                                              | zweigeschossiger verputzter Einfirsthof mit flachem Satteldach und marmornem Rundbogenportal, bezeichnet mit 1612, neugotische Überformung mit traufseitiger Laube bezeichnet mit 1898 | D-1-72-134-7   | Mahl- und ehemalige Sägemühle, sogenannt beim Maier                                              |
| Forstamtsplatz 1 (Standort)                                                  | Ehemals Gut Plachentrum, dann Salzburgisches Pfleggericht und Forstamt                           | zweieinhalbgeschossiger Südflügel der ehemals zweiflügeligen Anlage, verputzter Massivbau mit Krüppelwalmdach und Wappenstein, im Kern 16./17. Jahrhundert, tiefgreifender Umbau 1677, weitere Veränderung bezeichnet mit 1733, Hausfigur Hl. Johann Nepomuk, 18. Jahrhundert | D-1-72-134-8   | Ehemals Gut Plachentrum, dann Salzburgisches Pfleggericht und Forstamt                           |
| Klosterweg 5 (Standort)                                                      | St. Andreas                                                                                      | dreischiffige Barockbau mit eingezogenem Polygonalchor und angefügter zweigeschossiger Sakristei, Neubau auf älterem Kern 1684, westlicher Fassadenturm 1737, teilweise Erneuerung 1815; mit Ausstattung; Friedhofsmauer, verputzter Bruch- und Haustein, 18. Jahrhundert | D-1-72-134-9   | weitere Bilder                                                                                   |
| Leonhardistraße (Standort)                                                   | Bildstock, sog. Leonhardikapelle                                                                 | Aedikulakapelle mit vorkragendem Flachsatteldach, verputzter Sandstein, bezeichnet 1660 und bezeichnet 1746. | D-1-72-134-231 | BW                                                                                               |
| Leonhardistraße (Standort)                                                   | Pestsäule                                                                                        | Nagelfluhpfeiler mit Bildnische, frühes 16. Jahrhundert. | D-1-72-134-232 | BW                                                                                               |
| Marktstraße 1 (Standort)                                                     | Villa Wieninger                                                                                  | dreigeschossiges Wohnhaus mit neubarocker Putzgliederung, Mansardwalmdach, Dachreiter und Erkerausbauten, 1887, Umbau durch Gabriel von Seidl 1892; Garten mit Einfriedung an der Bahnhofstraße, gleichzeitig | D-1-72-134-10  | weitere Bilder                                                                                   |
| Marktstraße 3 (Standort)                                                     | Ehemaliges Malzhaus der Brauerei                                                                 | zweieinhalbgeschossiger Putzbau mit flachem Satteldach und Aufzugsöffnungen, 1875 | D-1-72-134-12  | Ehemaliges Malzhaus der Brauerei                                                                 |
| Marktstraße 4 (Standort)                                                     | Ehemals Wohnstallhaus und Metzgerei                                                              | dreigeschossiger verputzter Massivbau mit Satteldach, 18. Jahrhundert, Umbau zur Apotheke um 1860, Vorschussmauer und Fassadengestaltung um 1900 | D-1-72-134-13  | Ehemals Wohnstallhaus und Metzgerei                                                              |
| Marktstraße 5 (Standort)                                                     | Ehemaliges Gasthaus                                                                              | zweigeschossiger Bau mit flachem Walmdach und verglaster Laterne, Außenmauerwerk aus Bruchstein und Keller, Mitte 18. Jh., nach Brand von 1865 im Inneren neu strukturiert, ehem. Festsaal mit reich gestalteter Felderdecke, Deckenbalken und Dachtragwerk 1872/73 (dendro.dat.), auf Inschriftentafel bez. 1874, mit barockisierender Putzgliederung; schmiedeeiserner Ausleger, 2. Hälfte 19. Jh.                 | D-1-72-134-249 | BW                                                                                               |
| Marktstraße 7; Poststraße 2 (Standort)                                       | Ehemals fürstbischöfliches Gast- und Bräuhaus, sogenanntes Hofbräuhaus Teisendorf dann Wieninger | zweiflügeliger Massivbau in Ecklage mit viereinhalbgeschossigem Haupthaus mit Walmdach und angeschlossenem turmartigen Bräuhaus sowie Braumeisterwohnung, im Kern 1670/71, nach Bränden 1682 und 1746 wieder aufgebaut, neoklassizistische Putzgliederung und Vorschussmauer 1860/70, Anbau eines Wasserreserve-Gebäude mit Ädikula und Hl. Florian bezeichnet mit 1861, weiterer Umbau bezeichnet mit dem Jahr 1900 | D-1-72-134-15  | Ehemals fürstbischöfliches Gast- und Bräuhaus, sogenanntes Hofbräuhaus Teisendorf dann Wieninger |
| Marktstraße 9 (Standort)                                                     | Gasthof, sogenannte Alte Post, ehemals Finkisches Wirtshaus                                      | massiver dreieinhalbgeschossiger Traufseitbau mit Satteldach, im Kern zwei Gebäude 17. Jahrhundert, vereinigender weitgehender Neubau mit Segmentbogenfenstern und Putzgliederung 1865 | D-1-72-134-17  | Gasthof, sogenannte Alte Post, ehemals Finkisches Wirtshaus                                      |
| Marktstraße 14 (Standort)                                                    | Grabstein                                                                                        | Rotmarmor, bezeichnet 1798. | D-1-72-134-19  | Grabstein                                                                                        |
| Marktstraße 19 (Standort)                                                    | Ehemals Gasthaus und Krämerei                                                                    | dreigeschossiger Traufseitbau mit Mezzanin und flachem Satteldach, bezeichnet mit 1818, weitgehender Neubau mit historisierender Putzgliederung nach 1874 | D-1-72-134-21  | Ehemals Gasthaus und Krämerei                                                                    |
| Marktstraße 20 (Standort)                                                    | Ehemals Poststelle und Gasthaus                                                                  | dreigeschossiger Traufseitbau mit Mittelrisalit, Vorschussmauer und reicher Putzgliederung im Stil der Neurenaissance, 1896/1901, im Kern älter | D-1-72-134-22  | Ehemals Poststelle und Gasthaus                                                                  |
| Marktstraße 38 (Standort)                                                    | Wohnteil des ehemaligen Wohnstallhauses, sogenannt beim Winkelschmied                            | zweigeschossiger Bau mit Krüppelwalmdach, Putzgliederung und Türgewände aus Sandstein, im Kern 1604, Umbau bezeichnet mit 1805 | D-1-72-134-24  | Wohnteil des ehemaligen Wohnstallhauses, sogenannt beim Winkelschmied                            |
| Marktstraße 41 (Standort)                                                    | Ehemals Gutshof, sogenannte Hirnloh bzw. Högler, dann Pflegerhaus                                | langgestreckter zweigeschossiger Einfirsthof mit Widerkehr, flachem Satteldach, Hochlaube und polygonalen Eckerkern, im Kern wohl 17. Jahrhundert, Veränderung bezeichnet mit 1703, tiefgreifend erneuert 1932 | D-1-72-134-25  | Ehemals Gutshof, sogenannte Hirnloh bzw. Högler, dann Pflegerhaus                                |
| Poststraße 1 (Standort)                                                      | Kellerbau der Brauerei Wieninger                                                                 | langgestreckter verputzter Satteldachbau mit vorgelagertem Pavillonbau mit Mansardzeltdach sowie kleinem flachem Giebelbau und östlichem Rundtürmchen, bezeichnet mit 1815; Brauereigebäude, hoher fünfgeschossiger Massivbau, Anfang 19. Jahrhundert, Segmentbogenfenster und Putzgliederung 1860/70 | D-1-72-134-26  | weitere Bilder                                                                                   |
| Poststraße 2 (Standort)                                                      | Ehemals Poststallung                                                                             | zweigeschossiger Putzbau aus Quader- und Bruchstein mit Flachsatteldach und Segmentbogenfenstern, im Kern wohl 17. bzw. 19. Jahrhundert | D-1-72-134-27  | Ehemals Poststallung                                                                             |
| Poststraße 13 (Standort)                                                     | Ehemals Postamt                                                                                  | zweigeschossiger Traufseitbau mit steilem Satteldach, Putzgliederung und Gauben, charakteristischer Postbau der Zeit, 1926/28 | D-1-72-134-28  | Ehemals Postamt                                                                                  |
| Traunsteiner Straße 23 (Standort)                                            | Wohnteil des Bauernhofs, sogenannt beim Saliterer                                                | zweigeschossiger Putzbau mit Kniestock, flachem Satteldach und Hochlaube, bezeichnet mit 1796; Getreidekasten, erdgeschossiger Blockbau mit erneuerter Bedachung, wohl 18. Jahrhundert | D-1-72-134-29  | BW                                                                                               |
| Viaduktweg 3, 10; Punschern 10; Arnolding 13; Stötten; Kirchfeld; (Standort) | 15 Rosenkranzstationen                                                                           | gusseisern mit Bildtafel, neugotisch, mit Nagelfluhbasis, 19. Jahrhundert, teilweise erneuert; entlang des Wallfahrtsweges nach Weildorf | D-1-72-134-230 | BW                                                                                               |
| Wimmerer Straße 6 (Standort)                                                 | Ehemals Gerberei                                                                                 | verputzter zweigeschossiger Massivbau mit Mansardwalmdach, um 1800 | D-1-72-134-30  | BW                                                                                               |
| Wimmerer Straße 11 (Standort)                                                | Ehemals Mahl- und Brechmühle mit Bäckerei, jetzt Sägemühle, sogenannt zum Paulbeck               | zweigeschossiger verputzter Hakenhof mit Walmdach, Wohnteil 18. Jahrhundert, Umbau und Erneuerung des Stallstadels bezeichnet mit 1839. | D-1-72-134-31  | BW                                                                                               |

### Achthal
| Lage                              | Objekt                                                                                            | Beschreibung | Akten-Nr.      | Bild                                                                                              |
| --------------------------------- | ------------------------------------------------------------------------------------------------- | --- | -------------- | ------------------------------------------------------------------------------------------------- |
| Grabenholz (Standort)             | Stollenmund des Maximilian II. Erbstollens                                                        | mit ausgemauerter Stollenanlage von ca. 2 km Länge, Stollenmund aus Quadersteinen in klassizistischer Formensprache, mit Bezeichnung 1844 (Anschlag) und 1856 (Einweihung)                                                                                      | D-1-72-134-40  | BW                                                                                                |
| Teisendorfer Straße 59 (Standort) | Knappen- und Hüttenarbeiterkapelle Maria Schnee                                                   | schmaler Saalbau mit Eckpilastern, eingezogenem Polygonalchor mit angefügter Sakristei und Giebelreiter, in historisierender Formensprache, nach Brand 1820 wiedererrichtet; mit Ausstattung                                                                    | D-1-72-134-35  | Knappen- und Hüttenarbeiterkapelle Maria Schnee                                                   |
| Teisendorfer Straße 61 (Standort) | Brunnen aus Achthaler Eisenguss                                                                   | achtseitiges Becken mit Brunnenpfeiler in neugotischer Formensprache, 2. Hälfte 19. Jahrhundert | D-1-72-134-34  | Brunnen aus Achthaler Eisenguss                                                                   |
| Teisendorfer Straße 61 (Standort) | Ehemals Arbeiterwohnhaus des Berg- und Hüttenwerks Achthal                                        | langgestreckter dreigeschossiger Putzbau mit Walmdach, 1843 | D-1-72-134-32  | Ehemals Arbeiterwohnhaus des Berg- und Hüttenwerks Achthal                                        |
| Teisendorfer Straße 63 (Standort) | Ehemaliges Amtshaus des Berg- und Hüttenwerks Achthal, jetzt Bergbaumuseum Achthal                | dreigeschossiger Putzbau mit Risaliten, südlichem Standerker und Mansardwalmdach, im Kern 17. Jahrhundert, Um- und Ausbau bezeichnet mit 1825 und 19. Jahrhundert säulengestütztes Vordach aus Gusseisenteilen sowie gusseiserne Balkone, Mitte 19. Jahrhundert | D-1-72-134-33  | weitere Bilder                                                                                    |
| Teisendorfer Straße 65 (Standort) | Ehemals Hochofen- und Produktionsgebäude des Berg- und Hüttenwerks Achthal, sogenannte Gießerei   | viergeschossiger Bruchsteinbau, 1820/25, Giebelausmauerung und Flachsatteldach nach 1918, südlich angeschlossene erdgeschossige Werkshalle, um 1900; terrassierte Hangstützmauern aus grobem Bruchstein, um 1825                                                | D-1-72-134-36  | Ehemals Hochofen- und Produktionsgebäude des Berg- und Hüttenwerks Achthal, sogenannte Gießerei   |
| Teisendorfer Straße 67 (Standort) | Ehemaliges Produktions- und Wohngebäude des Berg- und Hüttenwerks Achthal, sogenannte Schlosserei | dreigeschossiger unverputzter Bruchsteinbau mit hohem, im vorderen Teil gewölbtem Erdgeschoss, 1820/25, Giebelausmauerung und Flachsatteldach nach 1918 | D-1-72-134-227 | Ehemaliges Produktions- und Wohngebäude des Berg- und Hüttenwerks Achthal, sogenannte Schlosserei |
| Teisendorfer Straße 69 (Standort) | Ehemals Lagergebäude und Hammerwerk des Berg- und Hüttenwerks Achthal, sogenannte Schreinerei     | zweigeschossiger Walmdachbau aus unverputztem Bruchsteinmauerwerk, Rundbogenfenster im Obergeschoss mit Schlackenstein-Rahmung, 1820/25 | D-1-72-134-228 | Ehemals Lagergebäude und Hammerwerk des Berg- und Hüttenwerks Achthal, sogenannte Schreinerei     |
| Teisendorfer Straße 79 (Standort) | Wohnhaus                                                                                          | zweigeschossiger Traufseitbau mit steilem Satteldach, bezeichnet mit 1854 | D-1-72-134-37  | BW                                                                                                |
| Teisendorfer Straße 93 (Standort) | Wohnhaus                                                                                          | zweigeschossiger Traufseitbau mit Krüppelwalmdach aus unverputztem Schlackenmauerwerk, 2. Viertel 19. Jahrhundert | D-1-72-134-39  | BW                                                                                                |

### Freidling
| Lage                                     | Objekt                               | Beschreibung | Akten-Nr.     | Bild                                 |
| ---------------------------------------- | ------------------------------------ | --- | ------------- | ------------------------------------ |
| Leitenfeld (Standort)                    | Feldkreuz                            | flaches Steinkreuz, Anfang 19. Jahrhundert                                                                                  | D-1-72-134-57 | BW                                   |
| Freidling 12 (Standort)                  | Wohnteil des ehemaligen Bauernhauses | zweigeschossiger Putzbau mit Kniestock und Flachsatteldach, Hochlaube und Giebelbundwerk, Anfang 19. Jahrhundert            | D-1-72-134-59 | Wohnteil des ehemaligen Bauernhauses |
| Freidling 18 (Standort)                  | Bauernhaus, Einfirstanlage           | zweigeschossiger Bruchsteinbau mit Flachsatteldach Blockbaukniestock, Hochlaube und Giebelbundwerk, bezeichnet mit 1830     | D-1-72-134-58 | Bauernhaus, Einfirstanlage           |
| Freidling 21 (Standort)                  | Ehemals Kleinbauernhof               | zweigeschossiger Flachsatteldachbau mit Blockbau-Obergeschoss und Laube, 1777, Aufstockung um Kniestock bezeichnet mit 1859 | D-1-72-134-60 | BW                                   |
| an der Straße nach Teisendorf (Standort) | Wegkapelle                           | kleiner verputzter Quaderbau mit Nische, Pyramidendach mit Schindeleindeckung, 2. Hälfte 18. Jahrhundert; mit Ausstattung   | D-1-72-134-56 | BW                                   |

### Holzhausen bei Teisendorf
| Lage                                        | Objekt                                         | Beschreibung | Akten-Nr.     | Bild           |
| ------------------------------------------- | ---------------------------------------------- | --- | ------------- | -------------- |
| Holzhausen 9 (Standort)                     | Wohnteil des Bauernhofs                        | zweigeschossiges Bauernhaus aus teilweise verputztem Bruchstein mit Hochlaube, Rundbogenportal und Fresko sowie Schopfwalmdach, bezeichnet mit 1808; Ehemaliges Zuhaus, zweigeschossiger Steildachbau aus teilweise verputztem Bruchstein, bezeichnet mit 1836 | D-1-72-134-81 | BW             |
| Holzhausen 13; Holzhausen 13 1/2 (Standort) | Bauernhaus mit Widerkehr                       | zweigeschossiger verputzter Flachsatteldachbau mit Blockbauobergeschoss und Hochlaube, Rundbogenportal wohl 1729, Giebelbundwerk 1848 | D-1-72-134-82 | BW             |
| Holzhausen 42 (Standort)                    | Wohnteil des ehemaligen Bauernhofs             | zweigeschossiger Putzbau mit Kniestock und flachem Satteldach, Giebelbundwerk und marmornem Türstock, bezeichnet mit 1735 und 1843 | D-1-72-134-83 | BW             |
| Holzhausen 44 (Standort)                    | Bauernhof mit Widerkehr, sogenannt beim Ritzen | zweigeschossiger Putzbau mit Kniestock, Satteldach und Hochlaube, 1800, Marienfresko bezeichnet mit 1813, Türgewände bezeichnet mit 1873, Widerkehr um 1900 | D-1-72-134-84 | BW             |
| Holzhausen 48 (Standort)                    | Katholische Filialkirche St. Leonhard          | spätgotischer Saalbau mit leicht eingezogenem Polygonalchor, angefügter Sakristei und Dachreiter, 1443, barocker Ausbau, 17. Jahrhundert und 1715; mit Ausstattung                                                                                             | D-1-72-134-80 | weitere Bilder |

### Hub
| Lage              | Objekt                      | Beschreibung | Akten-Nr.     | Bild |
| ----------------- | --------------------------- | --- | ------------- | ---- |
| Hub 6 (Standort)  | Ehemals Schmiede            | ursprünglich zweigeschossiger Flachsatteldachbau mit verputztem Blockbau-Obergeschoss, vorkragendem Erdgeschoss und umlaufender Laube, wohl 1667, wesentlich verändert und vergrößert 1. Hälfte 19. Jahrhundert, um verbrettertes zweites Obergeschoss aufgestockt 1930; mit Ausstattung | D-1-72-134-85 | BW   |
| Hub 7 (Standort)  | Wohnteil des Bauernhauses   | zweigeschossiger unverputzter Bruchsteinbau mit flachem Satteldach und Blockbau-Kniestock, bezeichnet mit 1830, Umbau bezeichnet mit 1920 | D-1-72-134-86 | BW   |
| Hub 12 (Standort) | Ehemals Zuhaus zur Schmiede | zweigeschossiger verbretterter Ständerbau mit Flachsatteldach und Holztreppe, wohl 18. Jahrhundert | D-1-72-134-87 | BW   |
| Hub 13 (Standort) | Bauernhaus mit Widerkehr,   | zweigeschossiger verputzter Bau mit Flachsatteldach und verbrettertem Giebel, Sandsteinportal bezeichnet 1817 | D-1-72-134-88 | BW   |

### Neukirchen am Teisenberg
| Lage                             | Objekt                                                        | Beschreibung | Akten-Nr.      | Bild           |
| -------------------------------- | ------------------------------------------------------------- | --- | -------------- | -------------- |
| Badweg 5 (Standort)              | Ehemals Gasthof                                               | zweigeschossiger verputzter Massivbau mit weit vorkragendem Schopfwalmdach, bezeichnet mit 1805 | D-1-72-134-113 | BW             |
| Dorfstraße 8 (Standort)          | Wohnteil des ehemaligen Doppelbauernhofs und Handwerkerhauses | zweigeschossiger Blockbau mit Giebellauben und flachem Satteldach, wohl 18. Jahrhundert, Dachwerk erneuert | D-1-72-134-115 | BW             |
| Kirchplatz 1 (Standort)          | Gasthaus                                                      | zweigeschossige Einfirstanlage mit vorkragendem Flachsatteldach, um 1800, historischer Dachstuhl durchgehend über modern ausgebautem Wirtschaftsteil | D-1-72-134-117 | Gasthaus       |
| Kirchplatz 2, 2 a (Standort)     | Katholische Pfarrkirche St. Ulrich                            | spätgotischer Saalbau mit eingezogenem Polygonalchor, angefügter zweigeschossiger Sakristei und Vorzeichen sowie Westturm mit Spitzhelm, 1424, barocker Ausbau im 18. Jahrhundert; mit Ausstattung; Leichenhaus mit Lourdesgrotte, verputzte Doppelanlage mit offener Vorhalle und steilem Satteldach, um 1900 | D-1-72-134-116 | weitere Bilder |
| Schwarzenberger Weg 7 (Standort) | Ehemals Bauernhaus mit einfacher Widerkehr                    | zweigeschossiger Flachsatteldachbau mit Blockbau-Obergeschoss, Laube und Giebelbundwerk, im Kern 18. Jahrhundert | D-1-72-134-118 | BW             |

### Oberreit
| Lage                   | Objekt                                    | Beschreibung | Akten-Nr.      | Bild |
| ---------------------- | ----------------------------------------- | --- | -------------- | ---- |
| Oberreit 4 (Standort)  | Wohnteil des ehemaligen Bauernhauses      | zweigeschossiger verputzter Bruchsteinbau mit vorkragendem Flachsatteldach, Laube und Giebelbundwerk, bezeichnet mit 1824                                                                             | D-1-72-134-123 | BW   |
| Oberreit 5 (Standort)  | Wohnteil des ehemaligen Bauernhofs        | zweigeschossiger Satteldachbau mit Blockbau-Obergeschoss, Kniestock und Laube, Ende 17. Jahrhundert, Steildach 1933/34; Troadkasten, erdgeschossiger Blockbau, bezeichnet mit 1793, mit neuem Überbau | D-1-72-134-124 | BW   |
| Oberreit 10 (Standort) | Ehemals Bauernhof, sogenannt beim Wallner | zweigeschossiger Flachsatteldachbau mit Blockbau-Obergeschoss, 1. Hälfte 19. Jahrhundert | D-1-72-134-125 | BW   |
| Unterfelder (Standort) | Wegkapelle                                | kleiner offener Nischenbau, verschindelt, bezeichnet mit 1895 | D-1-72-134-122 | BW   |

### Oberteisendorf
| Lage                              | Objekt                                                    | Beschreibung | Akten-Nr.      | Bild                                             |
| --------------------------------- | --------------------------------------------------------- | --- | -------------- | ------------------------------------------------ |
| Dorfstraße 4 (Standort)           | Wohnteil des Bauernhauses                                 | zweigeschossiger Flachsatteldachbau mit Blockbau-Obergeschoss und umlaufender Laube, bezeichnet mit 1782, Umbau Mitte 19. Jahrhundert                                                                          | D-1-72-134-130 | BW                                               |
| Dorfstraße 16 (Standort)          | Ehemals Kleinbauernhaus, sogenannt beim Schuster          | erdgeschossiger Blockbau mit Kniestock und Giebellaube, 17. Jahrhundert, Flachsatteldach 19. Jahrhundert, ehemalige Ökonomie aus unverputztem Bruchsteinmauerwerk, frühes 20. Jahrhundert                      | D-1-72-134-131 | Ehemals Kleinbauernhaus, sogenannt beim Schuster |
| Dorfstraße 24 (Standort)          | Ehemals Bauernhaus mit Mittertenne, sogenannt beim Nechl  | zweigeschossiger Flachsatteldachbau mit Blockbau-Obergeschoss und Laube, wohl 18. Jahrhundert | D-1-72-134-132 | BW                                               |
| Dorfstraße 31 (Standort)          | Ehemals Bauernhaus, sogenannt beim Beichter-Hub           | zweigeschossiger Flachsatteldachbau mit Blockbau-Obergeschoss und Laube, Erdgeschoss mit vorgezogener Stube, 17./18. Jahrhundert                                                                               | D-1-72-134-133 | BW                                               |
| Dorfstraße 36 (Standort)          | Ehemals Bauernhaus                                        | zweigeschossiger Flachsatteldachbau aus unverputztem Bruchsteinmauerwerk mit Ziegelgliederung, Widerkehr und Giebellaube, bezeichnet mit 1866                                                                  | D-1-72-134-134 | BW                                               |
| Freilassinger Straße 5 (Standort) | Wohnteil des Bauernhauses, sogenannter Neuhauser Hof      | zweigeschossiger Flachsatteldachbau aus unverputztem Bruchsteinmauerwerk, Lauben und Giebelbundwerk, bezeichnet mit 1846                                                                                       | D-1-72-134-136 | BW                                               |
| Holzhausener Straße 5 (Standort)  | Wohnteil des ehemaligen Bauernhauses, sogenannt beim Asen | zweigeschossiger Flachsatteldachbau mit Blockbau-Obergeschoss und Laube, 18. Jahrhundert | D-1-72-134-137 | BW                                               |
| Neukirchener Straße 8 (Standort)  | Ehemals Bauernhaus, Einfirstanlage,                       | zweigeschossiger Flachsatteldachbau mit Blockbau-Obergeschoss und Laube, 18. Jahrhundert | D-1-72-134-99  | BW                                               |
| Schloßberg (Standort)             | Ruine der ehemaligen Burg Raschenberg                     | zwei bis drei Meter hohe Wälle aus verstürzten Mauern und ausgemauerter Brunnenschacht, 12./13. Jahrhundert | D-1-72-134-138 | weitere Bilder                                   |
| Schulweg 2 (Standort)             | Wohnteil des ehemaligen Bauernhauses                      | zweigeschossiger Flachsatteldachbau mit Kniestock, aus ehemals unverputztem Bruch- und Schlackensteinmauerwerk 18. Jahrhundert, verändert 1834                                                                 | D-1-72-134-140 | weitere Bilder                                   |
| Schulweg 3 (Standort)             | Katholische Pfarrkirche St. Georg                         | neugotischer Saalbau mit eingezogenem Chor, westlichem Fassadenturm mit Spitzhelm und angefügter Sakristei mit Treppenzugang, Neubau unter Einbeziehung des Kirchturms von 1429, 1952; mit älterer Ausstattung | D-1-72-134-139 | weitere Bilder                                   |
| Schulweg 7 (Standort)             | Wohnhaus, ehemals Schul- und Mesnerhaus                   | zweigeschossiger Blockbau mit Lauben, 1707, Umbau 1768, nördlicher Anbau 1885, Dachausbau frühes 20. Jahrhundert                                                                                               | D-1-72-134-141 | Wohnhaus, ehemals Schul- und Mesnerhaus          |
| Thumbergweg 15 (Standort)         | Wohnteil des ehemaligen Bauernhauses                      | zweigeschossiger Flachsatteldachbau mit Blockbau-Obergeschoss und Laube, 1. Hälfte 19. Jahrhundert | D-1-72-134-142 | BW                                               |
| Traunsteiner Straße 1 (Standort)  | Gasthaus                                                  | zweigeschossiger verputzter Traufseitbau mit Satteldach und Rotmarmorportal, 1. Hälfte 19. Jahrhundert, im Kern älter                                                                                          | D-1-72-134-143 | Gasthaus                                         |

### Offenwang
| Lage                      | Objekt                                           | Beschreibung | Akten-Nr.      | Bild |
| ------------------------- | ------------------------------------------------ | --- | -------------- | ---- |
| Offenwang 5 (Standort)    | Wohnteil des Bauernhau                           | zweigeschossiger unverputzter Tuffsteinbau mit flachem Satteldach, Portal bezeichnet mit 1853 | D-1-72-134-146 | BW   |
| Offenwang 6 (Standort)    | Wohnteil des Bauernhauses                        | zweigeschossiger unverputzter Tuffsteinbau mit flachem Satteldach und Giebellaube, bezeichnet mit 1863; Ehemaliges Zuhaus mit Back- und Waschraum, zweigeschossiger unverputzter Tuffsteinbau mit flachem Satteldach, gleichzeitig, verlängert Ende 19. Jahrhundert | D-1-72-134-147 | BW   |
| Offenwang 9 (Standort)    | Ehemals Bauernhof, sogenannt beim Schmid         | zweigeschossiger Blockbau mit flachem Satteldach und umlaufender Laube, in der Form des Salzburger Flachgauhofs, 17./18. Jahrhundert | D-1-72-134-149 | BW   |
| Offenwang 18 (Standort)   | Wohnteil des Bauernhauses, sogenannt beim Schmid | zweigeschossiger verputzter Flachsatteldachbau mit Blockbau-Kniestock, Laube, Giebelbundwerk und Taubenkobel, bezeichnet mit 1808 | D-1-72-134-148 | BW   |
| Offenwang 20 (Standort)   | Wohnteil des Bauernhauses                        | zweigeschossiger verputzter Flachsatteldachbau mit Blockbau-Kniestock, Hochlaube und Giebelbundwerk, im Kern 17. Jahrhundert, Bundwerk 1824 | D-1-72-134-150 | BW   |
| Nähe Oberndorf (Standort) | Wegkreuz, sogenanntes Einreich Kreuz             | historisierendes Kreuz mit Bedachung auf hohem Podest, aus Achthaler Eisenguss, vor 1850 | D-1-72-134-151 | BW   |

### Thumberg
| Lage                  | Objekt                  | Beschreibung | Akten-Nr.      | Bild           |
| --------------------- | ----------------------- | --- | -------------- | -------------- |
| Thumberg 6 (Standort) | Wohnteil des Bauernhofs | zweigeschossiger Flachsatteldachbau mit Kniestock, Blockbau-Obergeschoss und Lauben, 17. Jahrhundert, Umbauten 19. Jahrhundert | D-1-72-134-188 | BW             |
| Thumberg 7 (Standort) | Troadkasten             | Blockbau, bezeichnet mit dem Jahr 1592                                                                                         | D-1-72-134-190 | BW             |
| Thumberg 9 (Standort) | Hofkapelle St. Maria    | verputzter Bau mit eingezogener Apsis und Dachreiter, 1926; mit Ausstattung                                                    | D-1-72-134-191 | weitere Bilder |

### Ufering
| Lage                  | Objekt                           | Beschreibung | Akten-Nr.      | Bild |
| --------------------- | -------------------------------- | --- | -------------- | ---- |
| Ufering 27 (Standort) | Ehemals Bauernhof                | zweigeschossiges Bauernhaus mit Kniestock aus unverputztem Bruchstein mit flachem Satteldach, Hochlaube und doppelter Widerkehr, Bundwerk am Stadelteil, wiedererrichtet in alter Form 1937, Firstpfette vom Vorgängerbau bezeichnet mit 1709 | D-1-72-134-193 | BW   |
| Ufering 28 (Standort) | Türgewände                       | aus Högler Sandstein, bezeichnet mit 1894 | D-1-72-134-194 | BW   |
| Ufering 32 (Standort) | Ehemals Bauernhaus mit Widerkehr | zweigeschossiger Flachsatteldachbau aus unverputztem Mischmauerwerk mit Laube und Hochlaube, Türgewände aus Högler Sandstein bezeichnet mit 1913                                                                                              | D-1-72-134-195 | BW   |

### Weildorf
| Lage                                | Objekt                                        | Beschreibung | Akten-Nr.      | Bild             |
| ----------------------------------- | --------------------------------------------- | --- | -------------- | ---------------- |
| Hauptstraße 6 (Standort)            | Katholische Pfarrkirche St. Mariä Himmelfahrt | spätgotischer Saalbau mit polygonalem Chorschluss, angefügter Sakristei mit Vorhalle und Kapelle sowie Westturm, 1429, Welsche Haube mit Zwiebellaterne 1765; mit Ausstattung | D-1-72-134-203 | weitere Bilder   |
| Hauptstraße 7 (Standort)            | Türgewände                                    | aus Högler Sandstein, bezeichnet mit 1862 | D-1-72-134-205 | Türgewände       |
| Hauptstraße 15 (Standort)           | Votivkapelle, sogenannte Wirtskapelle         | neugotischer Backsteinbau mit fünfseitigem Schluss und Lourdes-Grotte, teilweise verschindelt, bezeichnet mit 1901 | D-1-72-134-211 | BW               |
| Hauptstraße 17 (Standort)           | Wohnteil des Bauernhofs                       | zweigeschossiger und grob verputzter Tuffsteinbau mit Satteldach, Blockbau-Kniestock, Giebelbundwerk und Hochlaube, bezeichnet mit 1825 und 1849; Ehemaliges Zuhaus mit Stadel, zweigeschossiger Bruchsteinbau mit angefügtem Holzständerbau und Satteldach, 2. Hälfte 19. Jahrhundert | D-1-72-134-206 | BW               |
| Kirchweg 4 (Standort)               | Wohnteil des Bauernhauses                     | zweigeschossiger unverputzter Bruchsteinbau mit Flachsatteldach, Kniestock und Hochlaube, bezeichnet mit 1825, Umbau bezeichnet mit 1844 | D-1-72-134-207 | BW               |
| Kirchweg 7 (Standort)               | Ehemals Pfarrhof                              | zweigeschossiger barocker Bau mit Krüppelwalmdach und Putzgliederung, bezeichnet mit 1786, Wirtschaftsteil 1. Hälfte 19. Jahrhundert | D-1-72-134-208 | Ehemals Pfarrhof |
| Nähe Teisendorfer Straße (Standort) | Bildstock, sogenannte Meindlkapelle           | verputzter Nischenbau mit vorkragendem Pyramidendach, wohl 18. Jahrhundert, versetzt 1965 | D-1-72-134-212 | BW               |
| Rathausweg 7 (Standort)             | Ehemals Bauernhof                             | zweigeschossiger verputzter Wohnteil mit Kniestock, flachem Satteldach und Hochlaube sowie Widerkehr, bezeichnet mit 1837 | D-1-72-134-209 | BW               |
| Schulstraße 4 (Standort)            | Türgewände                                    | aus Högler Sandstein, bezeichnet mit 1522, Haustür mit Rautenmuster, wohl 18. Jahrhundert | D-1-72-134-210 | BW               |

### Wimmern
| Lage                  | Objekt                                  | Beschreibung | Akten-Nr.      | Bild           |
| --------------------- | --------------------------------------- | --- | -------------- | -------------- |
| Wimmern 7 (Standort)  | Bauernhaus                              | zweigeschossiger Einfirsthof aus unverputztem Bruchsteinmauerwerk mit Flachsatteldach, Giebelbundwerk, Hochlaube und doppelter Widerkehr, Türgewände bezeichnet mit 1842                      | D-1-72-134-219 | BW             |
| Wimmern 8 (Standort)  | Katholische Filialkirche St. Laurentius | spätgotischer Saalbau mit leicht eingezogenem Polygonalchor und Westturm, 1424, barock überformt und Welsche Haube 18. Jahrhundert; mit Ausstattung                                           | D-1-72-134-217 | weitere Bilder |
| Wimmern 10 (Standort) | Sühnekreuz                              | Tuffstein, 16. Jahrhundert | D-1-72-134-220 | BW             |
| Wimmern 11 (Standort) | Wohnteil des Bauernhofs                 | zweigeschossiger Bruchsteinbau mit flachem Satteldach, Blockbau-Kniestock, Giebelbundwerk und Hochlaube, bezeichnet mit 1838                                                                  | D-1-72-134-221 | BW             |
| Wimmern 13 (Standort) | Ehemals Bauernhof                       | zweigeschossiger Flachsatteldachbau mit Blockbau-Obergeschoss, Lauben und doppelter Widerkehr, wohl 18. Jahrhundert, Umbau bezeichnet mit 1839                                                | D-1-72-134-222 | BW             |
| Wimmern 20 (Standort) | Getreidekasten                          | erdgeschossiger Blockbau, wohl 18. Jahrhundert, Dach neu | D-1-72-134-223 | BW             |
| Wimmern 22 (Standort) | Ehemals Bauernhaus                      | zweigeschossiger Einfirsthof mit Flachsatteldach, Blockbau-Obergeschoss mit Laube, dendrochronologisch datiert 1716/17, Erdgeschoss 19. Jahrhundert, Wirtschaftsteil in Ständerbauweise, 1911 | D-1-72-134-224 | BW             |

### Weitere Gemeindeteile
| Lage                                                   | Objekt                                                                      | Beschreibung | Akten-Nr.      | Bild                                                                        |
| ------------------------------------------------------ | --------------------------------------------------------------------------- | --- | -------------- | --------------------------------------------------------------------------- |
| Almeding Almeding 2 (Standort)                         | Hofkapelle Herz Jesu                                                        | kleiner verputzter Massivbau mit dreiseitigem Chorschluss und Dachreiter, bezeichnet mit 1921; mit Ausstattung | D-1-72-134-41  | BW                                                                          |
| Babing Babing 3 (Standort)                             | Wohnteil eines Bauernhauses                                                 | zweigeschossiger Flachsatteldachbau mit Blockbaukniestock aus unverputztem Tuffsteinmauerwerk mit Hochlaube und Giebelbundwerk, bezeichnet mit 1801 und 1833; Hofkapelle, kleiner Putzbau mit Krüppelwalmdach und Dachreiter, um 1900                                                                    | D-1-72-134-42  | BW                                                                          |
| Babing Babing 6 (Standort)                             | Wohnteil des ehemaligen Kleinbauernhauses                                   | zweigeschossiger Blockbau mit flachem Satteldach, verbrettertem Giebel und Resten von Bemalung, bezeichnet mit 1632 | D-1-72-134-44  | BW                                                                          |
| Bach Bach 1 (Standort)                                 | Ehemals Bauernhof                                                           | zweigeschossige Einfirstanlage mit verputztem Blockbau-Obergeschoss, flachem Satteldach und Giebel-Laube, wohl 18. Jahrhundert, Dach 20. Jahrhundert | D-1-72-134-45  | BW                                                                          |
| Braunsreut Braunsreut 1 (Standort)                     | Bauernhaus, Einfirstanlage                                                  | zweigeschossiger Blockbau mit Flachsatteldach, gemauerter Stube, umlaufender Laube und Taubenkobel, 18. Jahrhundert, Widerkehr 2. Hälfte 19. Jahrhundert | D-1-72-134-46  | BW                                                                          |
| Dechantshof Dechantshof 1 (Standort)                   | Ehemaliges Pfarrhaus des Pfarrhofes von Teisendorf, sogenannter Dechantshof | langgestreckter zweigeschossiger Putzbau mit Krüppelwalmdach und Dachreiter, 1606, Vergrößerung nach Westen 1900 | D-1-72-134-47  | Ehemaliges Pfarrhaus des Pfarrhofes von Teisendorf, sogenannter Dechantshof |
| Dechantshof Dechantshof 2 (Standort)                   | Ehemals Pfarrhofkapelle St. Anna                                            | kleiner Saalbau mit eingezogenem Polygonalchor, Westseite mit Schweifgiebel und Dachreiter schieferverkleidet, 1756; mit Ausstattung | D-1-72-134-48  | weitere Bilder                                                              |
| Dechantshof (Standort)                                 | Flurkapelle, sog. Hirtenkapelle                                             | hohe Nischenanlage auf trapezförmigem Grundriss, 18. Jahrhundert. | D-1-72-134-247 | BW                                                                          |
| Eichham Eichham 7 (Standort)                           | Ehemals Zuhaus                                                              | zweigeschossiger Flachsatteldachbau mit Kniestock, aus verputztem Bruchsteinmauerwerk, vor 1850; Getreidekasten, sogenannter Eichhamer Getreidekasten, erdgeschossiger Blockbau, Mitte 16. Jahrhundert                                                                                                   | D-1-72-134-52  | BW                                                                          |
| Eichham Eichham 41 (Standort)                          | Ehemals Bauernhaus, sogenannte beim Stöberl                                 | zweigeschossiger Blockbau mit Flachsatteldach und Laube, 17./18. Jahrhundert | D-1-72-134-53  | BW                                                                          |
| Englham Englham 4 (Standort)                           | Wohnteil des Bauernhauses                                                   | zweigeschossiger Tuffsteinbau mit Kniestock, Flachsatteldach und Giebellaube, Portal bezeichnet mit 1857 | D-1-72-134-54  | BW                                                                          |
| Espannhausen Espannhausen 1 (Standort)                 | Türgewände                                                                  | Högler Sandsteinportal mit Rautentür, bezeichnet mit 1740 | D-1-72-134-55  | BW                                                                          |
| Fuchssteig Haslach 1; Haslach 3 (Standort)             | Feldkapelle, sogenannte Haslacher Kapelle                                   | offener Putzbau mit fünfseitigem Chorschluss, bezeichnet mit 1867 | D-1-72-134-70  | BW                                                                          |
| Graben Nähe Graben 1 (Standort)                        | Votivkapelle                                                                | kleiner verputzter Satteldachbau mit eingezogener Apsis und Dachreiter, bezeichnet 1909; mit Ausstattung | D-1-72-134-235 | BW                                                                          |
| Grübel Mühwalten 1; Mühwalten 2 (Standort)             | Hofkapelle, sogenannte Grübinger Kapelle                                    | neugotischer Kapellenbildstock mit vierseitigem Chorschluss und offenem Betraum, bezeichnet mit 1848; mit Ausstattung | D-1-72-134-64  | BW                                                                          |
| Grub Grub 1 (Standort)                                 | Wohnteil des ehemaligen Bauernhauses                                        | zweigeschossiger Putzbau mit Schopfwalmdach, Giebel in Mischmauerwerk, bezeichnet mit 1842 | D-1-72-134-63  | BW                                                                          |
| Haag Haag 3 (Standort)                                 | Kleinbauernhaus, sog. Weberhaus                                             | zweigeschossiger Blockbau mit flachem Satteldach, Laube, Giebelbundwerk und Taubenkobel, 1556/57 (dendrochronologisch datiert), Dachumbau dendrochronologisch datiert und bezeichnet 1818; Hof- und Votivkapelle, verputzter Steilsatteldachbau mit dreiseitigem Schluss, 1923.                          | D-1-72-134-68  | BW                                                                          |
| Hammer Neukirchener Straße 51 (Standort)               | Wohnhaus des ehemaligen Schmelzwerks                                        | zweigeschossiger verputzter Massivbau mit Mansarddach und seitlichem Satteldachanbau, bezeichnet mit 1682 und 1744; mit historischer Ausstattung | D-1-72-134-69  | BW                                                                          |
| Hausmoning Hausmoning 13 (Standort)                    | Ehemals Bauernhof mit Widerkehr                                             | erdgeschossiger Massivbau mit Blockbau-Kniestock und Flachsatteldach, bezeichnet mit 1809 | D-1-72-134-71  | BW                                                                          |
| Hausmoning Hausmoning 17 (Standort)                    | Wohnteil des Bauernhauses                                                   | zweigeschossiger Bruchsteinbau mit Flachsatteldach, Hochlaube und Giebelbundwerk, 1. Hälfte 19. Jahrhundert, Aufstockung um Kniestock wohl 1874 | D-1-72-134-72  | BW                                                                          |
| Hintereck Hintereck 1 (Standort)                       | Wohnteil des ehemaligen Bauernhauses                                        | zweigeschossiger Flachsatteldachbau mit Blockbau-Obergeschoss, bezeichnet mit 1782 und 1822 | D-1-72-134-73  | BW                                                                          |
| Hochhorn Hochhorn 1 (Standort)                         | Wohnteil des Einfirsthofes                                                  | zweigeschossiger verputzter Schopfwalmdachbau mit Giebellaube und steinernen Fenstergewänden im Obergeschoss, 2. Hälfte 18. Jahrhundert | D-1-72-134-74  | BW                                                                          |
| Hörafing Staufenstraße 11; Staufenstraße 13 (Standort) | Getreidekasten                                                              | erdgeschossiger Blockbau, bezeichnet mit 1555, in jüngerem Stadel eingebaut | D-1-72-134-76  | BW                                                                          |
| Hubmühle Hubmühle 1 (Standort)                         | Ehemals Wassermühle, sogenannte Hubmühle                                    | zweigeschossiger verputzter Massivbau mit Schopfwalmdach und Balkonen, im Kern um 1800, Umbau bezeichnet mit 1902 | D-1-72-134-89  | BW                                                                          |
| Kaltenbach Kaltenbach 1 (Standort)                     | Bauernhaus mit doppelter Widerkehr                                          | zweigeschossiger Flachsatteldachbau aus unverputztem Bruchstein, bezeichnet mit 1794, Widerkehr 19. Jahrhundert; Getreidekasten, zweigeschossiger Blockbau, 18. Jahrhundert | D-1-72-134-91  | BW                                                                          |
| Kendl Kendl 2 (Standort)                               | Ehemals Zuhaus                                                              | erdgeschossiger verputzter Massivbau mit verbrettertem Kniestock, Giebellaube und Satteldach, im Kern 18. Jahrhundert | D-1-72-134-92  | BW                                                                          |
| Kleinrückstetten In Kleinrückstetten (Standort)        | Hofkapelle                                                                  | kleiner Putzbau mit leicht eingezogener Apsis und Dachreiter, 1. Hälfte 19. Jahrhundert; mit Ausstattung | D-1-72-134-94  | weitere Bilder                                                              |
| Klötzel Klötzel 9 (Standort)                           | Wohnteil des ehemaligen Bauernhauses                                        | zweigeschossiger Flachsatteldachbau mit Blockbau-Obergeschoss, Laube und Hochlaube, 18. Jahrhundert | D-1-72-134-95  | BW                                                                          |
| Kothbrünning Kothbrünning 18 (Standort)                | Türgewände                                                                  | bezeichnet mit dem Jahr 1808 | D-1-72-134-97  | BW                                                                          |
| Kumpfmühle Kumpfmühle 1 (Standort)                     | Ehemals Wassermühle, sogenannte Kumpfmühle                                  | zweigeschossiger Bruchsteinbau auf hohem Sockelgeschoss mit vorkragendem Satteldach, Giebellaube und Rundbogenportal, 17./18. Jahrhundert | D-1-72-134-100 | BW                                                                          |
| Laming Laming 1 (Standort)                             | Wohnteil des Bauernhauses                                                   | zweigeschossiger Flachsatteldachbau mit Blockbau-Obergeschoss, Kniestock und verbretterter Giebellaube, 18. Jahrhundert, verändert 1813; Troadkasten, erdgeschossiger Blockbau, bezeichnet mit 1612; Hofkapelle, kleiner Putzbau mit eingezogenem Schluss und Dachreiter, 1936                           | D-1-72-134-102 | BW                                                                          |
| Langhögl Langhögl 5 (Standort)                         | Hofkapelle Herz Jesu                                                        | kleiner offener Putzbau mit Altarnische, um 1900 | D-1-72-134-75  | BW                                                                          |
| Leiten Flur Leiten (Standort)                          | Wegkapelle Maria-Hilf                                                       | kleiner offener Quaderbau mit Krüppelwalmdach, teilweise verbrettert, wohl spätes 18. Jahrhundert, um polygonalen Schluss verlängert 2. Hälfte 19. Jahrhundert; mit Ausstattung | D-1-72-134-174 | BW                                                                          |
| Linden Linden 1 (Standort)                             | Bildstock                                                                   | marmorne Bildnische auf Säule, bezeichnet mit 1621 | D-1-72-134-104 | BW                                                                          |
| Loch Loch 1 (Standort)                                 | Hofkapelle                                                                  | verputzte Nischenanlage mit eingezogener Apsis, 2. Hälfte 19. Jahrhundert, nachträglich verglast; mit Ausstattung | D-1-72-134-106 | BW                                                                          |
| Loch Loch 2 (Standort)                                 | Wohnteil des ehemaligen Bauernhauses                                        | zweigeschossiger Flachsatteldachbau mit Blockbau-Obergeschoss und Giebellauben, bezeichnet mit 1681, Dach mit Bundwerk-Kniestock 19. Jahrhundert | D-1-72-134-105 | BW                                                                          |
| Lohstampf Lohstampf 1 (Standort)                       | Ehemals Bauernhof                                                           | zweigeschossiger Einfirsthof mit verschindeltem Blockbau-Obergeschoss, Giebelbundwerk und flachem Satteldach, 17./18. Jahrhundert | D-1-72-134-107 | BW                                                                          |
| Lohwiesen Lohwiesen 1 (Standort)                       | Wohnteil des Bauernhauses                                                   | zweigeschossiger massiver Flachsatteldachbau mit Putzgliederung und Giebellaube, bezeichnet mit 1847 | D-1-72-134-108 | BW                                                                          |
| Mehring Mehring 32 (Standort)                          | Katholische Filialkirche St. Johann Baptist                                 | spätgotischer Saalbau mit polygonalem Chorschluss, angefügter Sakristei und Vorzeichen sowie Westturm mit Spitzhelm, 1424; mit Ausstattung | D-1-72-134-110 | weitere Bilder                                                              |
| Moosleiten Moosleiten 4 (Standort)                     | Feldkapelle                                                                 | kleine offene Anlage mit Zeltdach, wohl 18. Jahrhundert | D-1-72-134-111 | BW                                                                          |
| Mühwalten Mühwalten 2 (Standort)                       | Wohnteil des ehemaligen Bauernhofs                                          | zweigeschossiger Flachsatteldachbau mit Giebellauben, Blockbau-Obergeschoss und Kniestock, im Kern 18. Jahrhundert | D-1-72-134-112 | BW                                                                          |
| Neulend Tiefenthal (Standort)                          | Wegkreuz mit Kreuzigungsgruppe                                              | Figuren in Achthaler Eisenguss über gemauertem Sockel, um 1900 | D-1-72-134-119 | BW                                                                          |
| Niederreit Niederreit 5 (Standort)                     | Ehemals Bauernhaus                                                          | zweigeschossiger Einfirsthof mit Blockbau-Obergeschoss, flachem Satteldach und umlaufender Laube, wohl 17. Jahrhundert, Widerkehr unter Schleppdach bezeichnet mit 1715; Troadkasten, zweigeschossiger Blockbau, bezeichnet mit 1713, umgebender Stadel mit flachem Satteldach 1. Hälfte 19. Jahrhundert | D-1-72-134-120 | BW                                                                          |
| Oberndorf Oberndorf 10 (Standort)                      | Wohnteil des ehemaligen Bauernhauses                                        | zweigeschossiger Flachsatteldachbau mit Blockbau-Obergeschoss und Laube, 1644, Giebelbundwerk 1828 | D-1-72-134-121 | BW                                                                          |
| Oberreuten Oberreuten 1 (Standort)                     | Ehemals Bauernhaus mit Widerkehr                                            | zweigeschossiger Flachsatteldachbau aus unverputztem Schlackenmauerwerk mit Hochlaube und Giebelbundwerk, 1. Hälfte 19. Jahrhundert | D-1-72-134-126 | BW                                                                          |
| Oberstetten (Standort)                                 | Wegkapelle                                                                  | offener Quaderbau mit einseitig abgewalmtem Satteldach, bezeichnet mit 1835 | D-1-72-134-129 | BW                                                                          |
| Oberstetten Oberstetten 13 (Standort)                  | Wohnteil des ehemaligen Bauernhauses                                        | zweigeschossiger Satteldachbau mit Blockbau-Obergeschoss und Laube, 18. Jahrhundert, Giebelbundwerk und Dach erneuert | D-1-72-134-128 | BW                                                                          |
| Oberwiesen Oberwiesen 1 (Standort)                     | Kapellenbildstock                                                           | kleiner offener Putzbau mit vorkragendem Walmdach, 1. Hälfte 19. Jahrhundert | D-1-72-134-144 | BW                                                                          |
| Oed Oed 5 (Standort)                                   | Wohnteil des ehemaligen Bauernhauses                                        | zweigeschossiger verputzter Schopfwalmdachbau mit Giebelbundwerk, Laube und Fresko, 18. Jahrhundert | D-1-72-134-145 | BW                                                                          |
| Pank Pank 2 (Standort)                                 | Wohnteil des Bauernhauses                                                   | zweigeschossiger verputzter Flachsatteldachbau mit Hochlaube und Giebelbundwerk, bezeichnet mit 1827 und 1849; Getreidekasten, zweigeschossig mit Blockbau-Obergeschoss, 18. Jahrhundert | D-1-72-134-154 | BW                                                                          |
| Pank Pank 7 (Standort)                                 | Wegkapelle                                                                  | kleiner offener Zeltdachbau, bezeichnet mit dem Jahr 1838; mit Ausstattung | D-1-72-134-153 | BW                                                                          |
| Patting Birkenweg 5; Birkenweg 7 (Standort)            | Ehem. Bauernhaus, sog. beim Miggl                                           | zweigeschossiger massiver Flachsatteldachbau aus Bruchsteinmauerwerk mit Laube und Hochlaube, bezeichnet 1887, Giebelfresko 1930, durch Widerkehr verbundenes Zuhaus, zweigeschossiger Flachsatteldachbau aus Bruchsteinmauerwerk, gleichzeitig                                                          | D-1-72-134-158 | BW                                                                          |
| Patting Dorfstraße 5 (Standort)                        | Wohnteil des ehem. Bauernhauses                                             | zweigeschossiger verputzter Flachsatteldachbau mit Kniestock und Giebellaube, Portal bezeichnet 1842 | D-1-72-134-159 | BW                                                                          |
| Point Point 2 (Standort)                               | Ehemals Bauernhaus                                                          | Einfirstanlage, zweigeschossiger Flachsatteldachbau mit Giebellaube, 1828 | D-1-72-134-161 | BW                                                                          |
| Pom Ebenfeld (Standort)                                | Kapellenbildstock                                                           | offene verputzte Nischenanlage mit Zeltdach, 2. Hälfte 19. Jahrhundert | D-1-72-134-163 | BW                                                                          |
| Pom Pom 4 (Standort)                                   | Ehemals Bauernhof,                                                          | zweigeschossiger Einfirsthof mit Blockbau-Obergeschoss, flachem Satteldach und Lauben, 17. Jahrhundert | D-1-72-134-162 | BW                                                                          |
| Punschern Punschern 30 (Standort)                      | Kapelle                                                                     | verputzte Nischenanlage mit Zeltdach, bezeichnet mit dem Jahr 1834; mit Ausstattung | D-1-72-134-165 | BW                                                                          |
| Punschern Punschern 34 (Standort)                      | Ehemals Bauernhaus, Einfirstanlage                                          | zweigeschossiger verputzter Flachsatteldachbau mit Giebellaube und steinernen Fenster- und Türgewänden, bezeichnet mit dem Jahr 1797 | D-1-72-134-164 | BW                                                                          |
| Ramstetten Ramstetten 2 (Standort)                     | Wohnteil des ehemaligen Bauernhauses                                        | zweigeschossiger Blockbau mit Flachsatteldach und Giebellaube, bezeichnet mit 1821, im Kern wohl 16. Jahrhundert | D-1-72-134-166 | BW                                                                          |
| Reit am Berg Reit am Berg 1 (Standort)                 | Ehemals Bauernhaus, Einfirstanlage                                          | zweigeschossiger Flachsatteldachbau mit verbrettertem Blockbau-Obergeschoss, im Kern wohl 17. Jahrhundert, Vortreppe bezeichnet mit 1720 | D-1-72-134-167 | BW                                                                          |
| Reut Reut 1 und 3 (Standort)                           | Bauernhaus mit Widerkehr                                                    | zweigeschossiger Bruchsteinbau mit Flachsatteldach und Giebellaube, im Kern 18. Jahrhundert, Aufstockung durch Kniestock 19. Jahrhundert; Kapelle zum Gedächtnis an König Ludwig I. und König Otto von Griechenland, offener Putzbau mit Zeltdach, bezeichnet mit 1832                                   | D-1-72-134-168 | BW                                                                          |
| Roßdorf In Roßdorf (Standort)                          | Votiv- und Feldkapelle Maria Dolorosa, sogenannte Auer Kapelle              | kleiner neugotischer Putzbau mit eingezogenem Polygonalchor und Dachreiter, bezeichnet mit 1864; mit Ausstattung | D-1-72-134-169 | Votiv- und Feldkapelle Maria Dolorosa, sogenannte Auer Kapelle              |
| Rückstetten Griesackerweg 3 (Standort)                 | Wohnteil des Bauernhofs                                                     | zweigeschossiger Putzbau mit flachem Satteldach und Blockbau-Obergeschoss sowie Laube und Giebelbundwerk bezeichnet mit 1796 | D-1-72-134-62  | BW                                                                          |
| Schnaidt Schnaidt 1 (Standort)                         | Ehemals Bauernhaus mit Widerkehr                                            | zweigeschossiger Flachsatteldachbau mit verputztem Blockbau-Obergeschoss, steinernen Tür- und Fenstergewänden, Giebelbundwerk und Laube, modern bezeichnet mit 1791, im Kern wohl älter | D-1-72-134-170 | BW                                                                          |
| Schnelling Schnelling 7; Schnelling 9 (Standort)       | Troadkasten,                                                                | zweigeschossiger Blockbau, bezeichnet mit 1570, zweigeschossiger Überbau als verbretterte Holzständerkonstruktion mit flachem Satteldach und schlichter Laube 1. Hälfte 19. Jahrhundert | D-1-72-134-171 | BW                                                                          |
| Schwammgraben Spitzländer (Standort)                   | Wegkapelle                                                                  | verputzter Satteldachbau mit fünfseitigem Schluss und Dachreiter, 2. Hälfte 19. Jahrhundert; mit Ausstattung | D-1-72-134-66  | BW                                                                          |
| Seeleiten Seeleiten 6 (Standort)                       | Wohnteil des Bauernhauses                                                   | zweigeschossiger Flachsatteldachbau aus Bruchsteinmauerwerk mit Blockbau-Kniestock und Giebelbundwerk, erdgeschossig Reste von Fresken, mit bemalten Pfettenköpfen, bezeichnet mit den Jahren 1687 und 1793                                                                                              | D-1-72-134-172 | BW                                                                          |
| Solling Solling 10 (Standort)                          | Bauernhof                                                                   | zweigeschossiger Flachsatteldachbau mit Blockbau-Obergeschoss, Kniestock und Laube sowie Widerkehr, 17./18. Jahrhundert, Dach erneuert 1912 | D-1-72-134-173 | BW                                                                          |
| Spittenreut Spittenreut 1 (Standort)                   | Bauernhaus mit Widerkehr                                                    | zweigeschossiger verputzter Wohnteil mit Krüppelwalmdach Lünettenkniestock und Hochlaube, 1845, Umbau um 1873 | D-1-72-134-175 | BW                                                                          |
| Sprung (Standort)                                      | Bildstock                                                                   | Sandstein, bezeichnet mit dem Jahr 1655 | D-1-72-134-176 | BW                                                                          |
| Stadl Stadl 1 (Standort)                               | Zuhaus                                                                      | zweigeschossiger Flachsatteldachbau mit Blockbau-Obergeschoss, 18. Jahrhundert | D-1-72-134-177 | BW                                                                          |
| Stegreuth Stegreuth 5 (Standort)                       | Bildstock                                                                   | Marmorschaft mit Bildnische, 1. Hälfte 16. Jahrhundert, eventuell römischer Ursprung | D-1-72-134-179 | BW                                                                          |
| Stockach Stockach 1 (Standort)                         | Bauernhof                                                                   | zweigeschossiger verputzter Einfirsthof mit verbrettertem Kniestock und flachem Satteldach sowie Hochlaube, 17./18. Jahrhundert, Wirtschaftsteil verlängert 1. Hälfte 19. Jahrhundert | D-1-72-134-180 | BW                                                                          |
| Stötten Stötten 22 (Standort)                          | Wohnteil des ehemaligen Bauernhauses                                        | zweigeschossiger Flachsatteldachbau aus unverputztem Mischmauerwerk mit Blockbau-Kniestock, Giebelbundwerk und Hochlaube, 1829, im Kern älter | D-1-72-134-181 | BW                                                                          |
| Strußberg Leite (Standort)                             | Hofkapelle des sogenannten Huber-Hofs                                       | verschindelter Bildstock mit angebautem Andachtsraum und Scharschindeldach, 1. Hälfte 19. Jahrhundert | D-1-72-134-183 | BW                                                                          |
| Thalhausen Thalhausen 4 (Standort)                     | Wohnteil des Bauernhauses                                                   | zweigeschossiger Flachsatteldachbau mit Blockbau-Obergeschoss und Lauben, 18. Jahrhundert; Getreidekasten, erdgeschossiger Blockbau, bezeichnet mit dem Jahr 1561, Dach neu | D-1-72-134-185 | Wohnteil des Bauernhauses                                                   |
| Thalhausen Thalhausen 5 (Standort)                     | Wohnteil des Bauernhauses                                                   | zweigeschossiger Flachsatteldachbau mit verputztem Blockbau-Obergeschoss, Laube und Hochlaube, bezeichnet mit 1803 | D-1-72-134-186 | Wohnteil des Bauernhauses                                                   |
| Thalhausen Thalhausen 7 (Standort)                     | Ehemals Bauernhaus                                                          | zweigeschossige Einfirstanlage mit Flachsatteldach, Blockbau-Obergeschoss, Laube und Giebelbundwerk, bezeichnet mit dem Jahr 1767 | D-1-72-134-187 | BW                                                                          |
| Unterforst (Standort)                                  | Wegkapelle, sog. Maria-Tann oder Moari-To Kapelle                           | verputzter Satteldachbau mit dreiseitigem Chorschluss, 1899, am Standort der ehem. Grenztanne errichtet; mit Ausstattung. | D-1-72-134-248 | BW                                                                          |
| Unterholzen Unterholzen 3 (Standort)                   | Wohnteil des Bauernhofs                                                     | zweigeschossiger unverputzter Bruchsteinbau mit flachem Satteldach, Blockbau-Kniestock sowie Laube und Giebelbundwerk bezeichnet mit 1838 und 1846, im Kern älter | D-1-72-134-196 | Wohnteil des Bauernhofs                                                     |
| Wald Nähe Wald (Standort)                              | Ehemals Bauernhaus, sogenannt beim Wallner                                  | zweigeschossige Einfirstanlage in Blockbauweise mit Flachsatteldach, Laube und Widerkehr, zweigeschossiger Getreidekasten im Wirtschaftsteil, 17./18. Jahrhundert | D-1-72-134-198 | BW                                                                          |
| Wank Wank 1 (Standort)                                 | Ehemals Bauernhof                                                           | breiter zweigeschossiger Flachsatteldachbau mit Blockbau-Obergeschoss, Laube und Hochlaube, 18. Jahrhundert | D-1-72-134-199 | BW                                                                          |
| Wannersdorf Ebenfeld (Standort)                        | Brechlbad                                                                   | Brechlbad; erdgeschossiger Massivbau mit flachem Satteldach, zwei Heizkammern und Vordach, 1. Hälfte 19. Jahrhundert | D-1-72-134-202 | BW                                                                          |
| Wannersdorf Wannersdorf 1 (Standort)                   | Wohnteil des Bauernhauses                                                   | zweigeschossiger Putzbau mit Schopfwalmdach und Giebellaube, 18. Jahrhundert, Umbau bezeichnet mit dem Jahr 1846 | D-1-72-134-200 | BW                                                                          |
| Wannersdorf Wannersdorf 3 (Standort)                   | Getreidekasten                                                              | Blockbau mit Ornamentschnitzerei und Bemalung, bezeichnet mit dem Jahr 1550 | D-1-72-134-201 | BW                                                                          |
| Weitwies Traunsteiner Weg (Standort)                   | Waldkapelle Hl. Barbara                                                     | kleiner verputzter Satteldachbau mit eingezogener Apsis und Dachreiter, bezeichnet mit 1863; mit Ausstattung | D-1-72-134-213 | BW                                                                          |
| Wetzelsberg Wetzelsberg 1 (Standort)                   | Ehemals Bauernhaus                                                          | zweigeschossige Einfirstanlage mit Flachsatteldach, Blockbau-Obergeschoss und doppelter Widerkehr, 18. Jahrhundert | D-1-72-134-215 | BW                                                                          |
| Wolfhausen Wolfhausen 3 (Standort)                     | Bauernhaus                                                                  | zweigeschossiger verputzter Massivbau mit Kniestock, Krüppelwalmdach und Widerkehr, 1861 | D-1-72-134-225 | BW                                                                          |

## Ehemalige Baudenkmäler
In diesem Abschnitt sind Objekte aufgeführt, die früher einmal in der Denkmalliste eingetragen waren, jetzt aber nicht mehr. Objekte, die in anderem Zusammenhang – also z. B. als Teil eines Baudenkmals – weiter eingetragen sind, sollen hier nicht aufgeführt werden. Aktennummern in diesem Abschnitt sind ehemalige, jetzt nicht mehr gültige Aktennummern.

| Lage                                             | Objekt                                                    | Beschreibung | Akten-Nr.      | Bild     |
| ------------------------------------------------ | --------------------------------------------------------- | --- | -------------- | -------- |
| Teisendorf Bahnhofstraße 19 (Standort)           | Wohnhaus                                                  | mit Kniestock, Sandsteinportal bezeichnet mit dem Jahr 1828. (In der Denkmalliste vom 25. September 2013 nicht mehr enthalten.)   | D-1-72-134-6   | BW       |
| Achthal Teisendorfer Straße 91 (Standort)        | Wohnhaus                                                  | zweigeschossiger Traufseitbau mit Satteldach, Putzgliederung, Segmentbogenfenstern und gusseisernem Balkon, Mitte 19. Jahrhundert | D-1-72-134-38  | BW       |
| Babing Babing 5 ()                               | Zugehöriger Getreidekasten                                | Blockbau, bezeichnet mit dem Jahr 1672                                                                                            | D-1-72-134-43  |          |
| Egelham Egelham 1 (Standort)                     | Kapelle St. Anna                                          | kleiner offener Putzbau mit dreiseitigem Chorschluss, bezeichnet mit 1956                                                         | D-1-72-134-50  | BW       |
| Gschwend Gschwend 5 ()                           | Bauernhaus (Altbau)                                       | Obergeschoss in Blockbauweise, mit Giebelbundwerk, wohl Ende 18. Jahrhundert                                                      | D-1-72-134-65  |          |
| Gumperting Gumperting 21 ()                      |                                                           | Bauernhaus, Obergeschoss verputzter Blockbau, Pfetten mit Resten von Bemalung, Ende 18. Jahrhundert.                              | D-1-72-134-67  |          |
| Hörafing Tiefenthal (Standort)                   | Obergeschoss des sogenannten Weberhäusl                   | Blockbau, bezeichnet mit 1625, transloziert und neu aufgestellt 1979                                                              | D-1-72-134-77  | BW       |
| Hörbering Hörbering 1 (Standort)                 | Bauernhaus                                                | Obergeschoss in Blockbauweise, Türgewände bezeichnet mit 1648, Steilsatteldach                                                    | D-1-72-134-78  | BW       |
| Hof Hof 4 (Standort)                             | Wohnteil des Bauernhauses                                 | zweigeschossige Flachsatteldachbau mit Blockbauobergeschoss und umlaufender Laube, 18. Jahrhundert                                | D-1-72-134-79  | BW       |
| Hunkling Hunkling 3 ()                           | Zugehöriger Getreidekasten, jetzt Hühnerstall             | wohl 17. Jahrhundert; Getreidekasten, bezeichnet mit dem Jahr 1727, in der Widerkehr.                                             | D-1-72-134-90  |          |
| Kendl Kendl 1 (Standort)                         | Wohnteil des ehemaligen Bauernhofs                        | zweigeschossiger Putzbau mit flachem Satteldach, umlaufender Laube und Blockbau-Obergeschoss, im Kern 18. Jahrhundert             | D-1-72-134-93  | BW       |
| Kothbrünning Kothbrünning 13 ()                  | Bauernhaus                                                | mit Kniestock und Giebellauben, mit Widerkehr, 1843                                                                               | D-1-72-134-96  |          |
| Kothbrünning Kothbrünning 28 ()                  | Bauernhaus                                                | mit Kniestock, Erdgeschoss 17./18. Jahrhundert, Obergeschoss 19. Jahrhundert                                                      | D-1-72-134-98  |          |
| Lacken Lacken 8 (Standort)                       | Wohnteil des Bauernhofs                                   | zweigeschossiger Flachsatteldachbau mit Blockbau-Obergeschoss, Kniestock und Giebellauben, 18. Jahrhundert                        | D-1-72-134-101 | BW       |
| Laming Laming 1 ()                               | Hofkapelle ??                                             | mit Dachreiter, 19. Jahrhundert; östlich des Hofes.                                                                               | D-1-72-134-103 |          |
| Mauerreuten Mauerreuten 1 ()                     | Bauernhaus                                                | unverputztes Tuffstein- und Schlackenwerk, Kniestock, um Mitte 19. Jahrhundert                                                    | D-1-72-134-109 |          |
| Neukirchen am Teisenberg Dorfstraße 4 (Standort) | Wohnhaus                                                  | mit Halbwalmdach über Hohlkehle, Türgewände bezeichnet mit dem Jahr 1799                                                          | D-1-72-134-114 | Wohnhaus |
| Oberstetten Oberstetten 10 (Standort)            | Wohnteil des ehemaligen Bauernhauses                      | zweigeschossiger unverputzter Bruchsteinbau mit Flachsatteldach, bezeichnet mit 1851, Dach und Giebelbundwerk erneuert            | D-1-72-134-127 | BW       |
| Oberteisendorf Freilassinger Straße 1 (Standort) | Ehemals Handwerkerhaus                                    | zweigeschossiger Flachsatteldachbau mit Kniestock, Blockbau-Obergeschoss und Giebelbundwerk, bezeichnet mit 1833                  | D-1-72-134-135 | BW       |
| Osterloh Osterloh 1 ()                           | Bauernhaus                                                | bezeichnet mit dem Jahr 1789. | D-1-72-134-152 |          |
| Rückstetten Griesackerweg 2 (Standort)           | Wohnteil des ehemaligen Einfirsthofs                      | zweigeschossiger Flachsatteldachbau mit Blockbau-Obergeschoss und Laube, 18. Jahrhundert                                          | D-1-72-134-61  | BW       |
| Starz Starz 3 ()                                 | Bauernhaus                                                | Obergeschoss in Blockbauweise, 17. Jahrhundert                                                                                    | D-1-72-134-178 |          |
| Strußberg Strußberg 3 ()                         | Bauernhaus                                                | Obergeschoss in Blockbauweise, 18. Jahrhundert, Dachaufbau 19. Jahrhundert                                                        | D-1-72-134-182 |          |
| Thumberg Thumberg 8 ()                           | Bauernhaus,                                               | unverputztes Sandsteinmauerwerk mit Ziegelgliederungen, bezeichnet mit dem Jahr 1866                                              | D-1-72-134-189 |          |
| Ufering Ufering 26 ()                            | Bauernhaus vom Typ des Salzburger Flachgauhofes           | mit Widerkehr und rundbogigem Hauseingang mit Sterntür, Mitte 19. Jahrhundert                                                     | D-1-72-134-192 |          |
| Vorderkapell Vorderkapell 3 (Standort)           | Wohnteil des Bauernhofs                                   | zweigeschossiger verputzter Flachsatteldachbau, 18. Jahrhundert                                                                   | D-1-72-134-197 | BW       |
| Wernersbichl Wernersbichl 1 ()                   | Zugehöriges Bauernhaus (Altbau neben dem Neubau von 1895) | Obergeschoss Blockbau, vorstehendes Steilsatteldach (ehemals mit Krüppelwalm), marmorne Tür- und Fensterstöcke; 17. Jahrhundert   | D-1-72-134-214 |          |
| Wimmern Wimmern 2 ()                             | Türgewände                                                | bezeichnet mit dem Jahr 1823. Tür bezeichnet mit dem Jahr 1835                                                                    | D-1-72-134-218 |          |